# Gossensass
Gossensass (italienska Colle Isarco) är en kurort och frazione i kommunen Brenner i provinsen Bolzano, norra Italien, 10 kilometer söder om Brennerpasset.
Gossensass är station vid Brennerbanan, 1.098 meter över havet, har torr och ren luft, ringa nederbörd och mycket solljus. Gossensass har varit en populär kur- och vintersportort.